# Turay András
Turay András (Budapest, 1915. január 23. – Budapest, 1986. április 21.) labdarúgó, csatár, edző. A sportsajtóban Turay II néven volt ismert. Bátyja Turay József válogatott labdarúgó.

## Pályafutása

### Játékosként
1935 és 1942 között szerepelt az élvonalban. 1935 és 1939 között a Phöbus, 1939-40-ben a debreceni Bocskai, 1940 és 1942 között a Gamma játékosa volt.

### Edzőként
1949-ben a Phöbus edzője lett.
1957-58-ban a székesfehérvári VT Vasas szakmai munkáját irányította. 1958-59-ben az élvonalban a Salgótarján, majd a következő idényben a Haladás vezetőedzője volt. 1961-ben a Ceglédi VSE trénere volt. 1962–1963-ban a ciprusi Omonia csapatát irányította. 1969-ben a már Videoton néven szereplő csapat edzője ismét Székesfehérváron a másodosztályban. 1972-től a Kazincbarcikát trenirozta.